# Bistum Sora-Cassino-Aquino-Pontecorvo
Das Bistum Sora-Cassino-Aquino-Pontecorvo (lat.: Dioecesis Sorana-Cassinensis-Aquinatensis-Pontiscurvi, ital.: Diocesi di Sora-Aquino-Pontecorvo) ist eine in Italien gelegene römisch-katholische Diözese mit Sitz in Sora.

## Geschichte
Im 3. Jahrhundert wurde das Bistum Sora errichtet und dem Heiligen Stuhl direkt unterstellt. Dem Bistum Sora wurde am 27. Juni 1818 durch Papst Pius VII. mit der Apostolischen Konstitution De utiliori das Bistum Aquino und Pontecorvo angegliedert. 
Am 30. September 1986 wurde das Bistum Aquino, Sora, und Pontecorvo durch die Kongregation für die Bischöfe mit dem Dekret Instantibus votis in Bistum Sora-Aquino-Pontecorvo umbenannt.
Am 23. Oktober 2014 gliederte Papst Franziskus mit dem Motu Proprio Ecclesia Catholica die 53 bisher zur Territorialabtei Montecassino gehörigen Pfarreien in das Bistum ein und benannte es in Bistum Sora-Cassino-Aquino-Pontecorvo um.
|  |  |  |